# طواف إسبانيا 1992
طواف إسبانيا 1992 هو سباق دراجات هوائية أقيم بتاريخ 27 أبريل - 17 مايو، تكون السباق من 20 مرحلة وامتدّ لمسافة 3395 كم بسرعة 35.275 كم/س، استغرق السباق 96 ساعة 14 دقيقة 50 ثانية. فاز به السويسري طوني رومينغر.

## الترتيب
| م                     | الدرّاج       | البلد  | الزمن                     |
| --------------------- | ------------ | ------ | ------------------------- |
| الفائز بالترتيب العام | طوني رومينغر | سويسرا | 96 ساعة 14 دقيقة 50 ثانية |
| الترتيب المركب        | طوني رومينغر | سويسرا | -                         |